# Paon-du-jour
Aglais io
Espèce
Statut de conservation UICN

 LC  : Préoccupation mineure
Le Paon-du-jour (Aglais io) est une espèce de lépidoptères de la famille des Nymphalidae, de la sous-famille des Nymphalinae et de la tribu des Nymphalini.

## Étymologie
Le nom du genre Aglais signifie « beauté », « splendeur » en grec. Dans la mythologie grecque, Aglaé est l'une des trois Grâces.
L'épithète spécifique io fait référence à Io, qui est la fille d'Inachos, nom dont provient Inachis, le nom de l'ancien genre de cette espèce.

## Description
Contrairement à bon nombre de lépidoptères, il ne présente pas de variations géographiques ou saisonnières, d'où une remarquable stabilité morphologique sur l'ensemble de son aire.
Le Paon-du-jour adulte (imago) est de taille moyenne (entre 5 et 6 cm d'envergure). Il est aisément identifiable par ses ocelles (yeux) vifs sur un fond vermeil qui rappellent ceux des plumes de paon (d'où son nom vernaculaire). Le revers brun de ses ailes lui permet de se glisser au sein des feuilles mortes sans qu'il soit visible. Les ocelles sont exposés rapidement lorsque le papillon est troublé par un prédateur tel qu'un oiseau. Cette démonstration brutale de l'éclat de ses ailes, accompagnée par l'effleurement des ailes ouvertes (qui crée un bruit de sifflement), effraie et repousse l'importun.
Les imagos hivernant dans l'obscurité, utilisent cette technique pour repousser les mulots. Un étude Suédoise a prouvé l'efficacité redoutable de cette méthode d'effarouchement : sur 24 paons de jour testés, 23 ont survécu au premier contact avec le rongeur dès lors qu’ils ont battu des ailes. Sur 12 « muets », 4 sont tués dans les 30 minutes alors que sur 12 « bruyants », un seul fut tué. De jour, la simple vision des ailes des imagos pourrait suffire à repousser les prédateurs. En effet, certains pensent que les ailes ouvertes évoquent mimétiquement un regard de chat, ce qui peut surprendre ou décourager le prédateur, assez longtemps pour que le Paon-du-jour puisse prendre la fuite,.
Après l'accouplement, le Paon-du-jour pond ses œufs par séries, jusqu'à 500 à la fois amassés au revers des feuilles de la plante nourricière (majoritairement des Orties dioïques). Les œufs sont de couleur pâle, allant du jaune au vert. L'œuf présente huit fines arêtes longitudinales et libère la chenille au bout de deux à trois semaines d'incubation

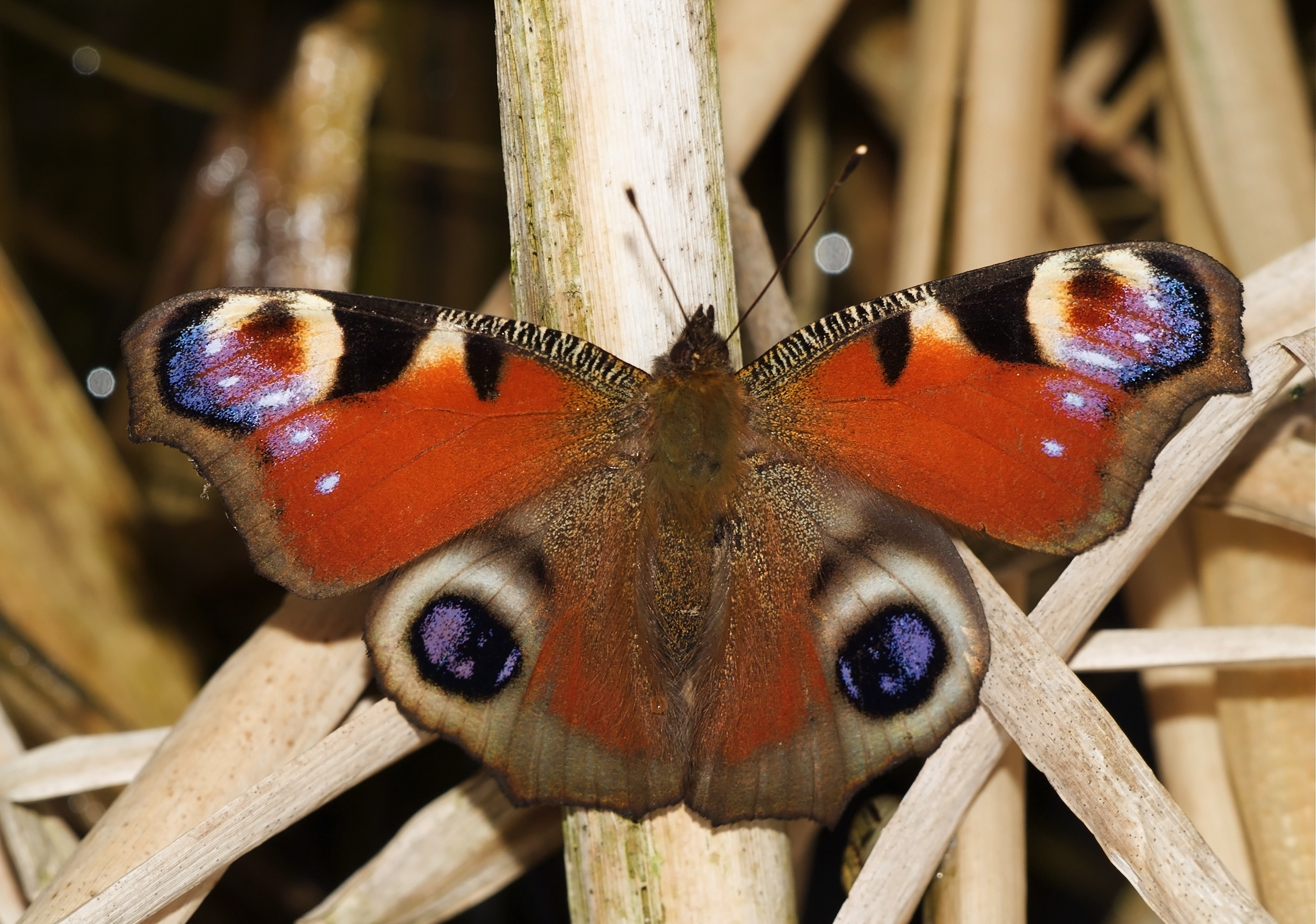
Imago.
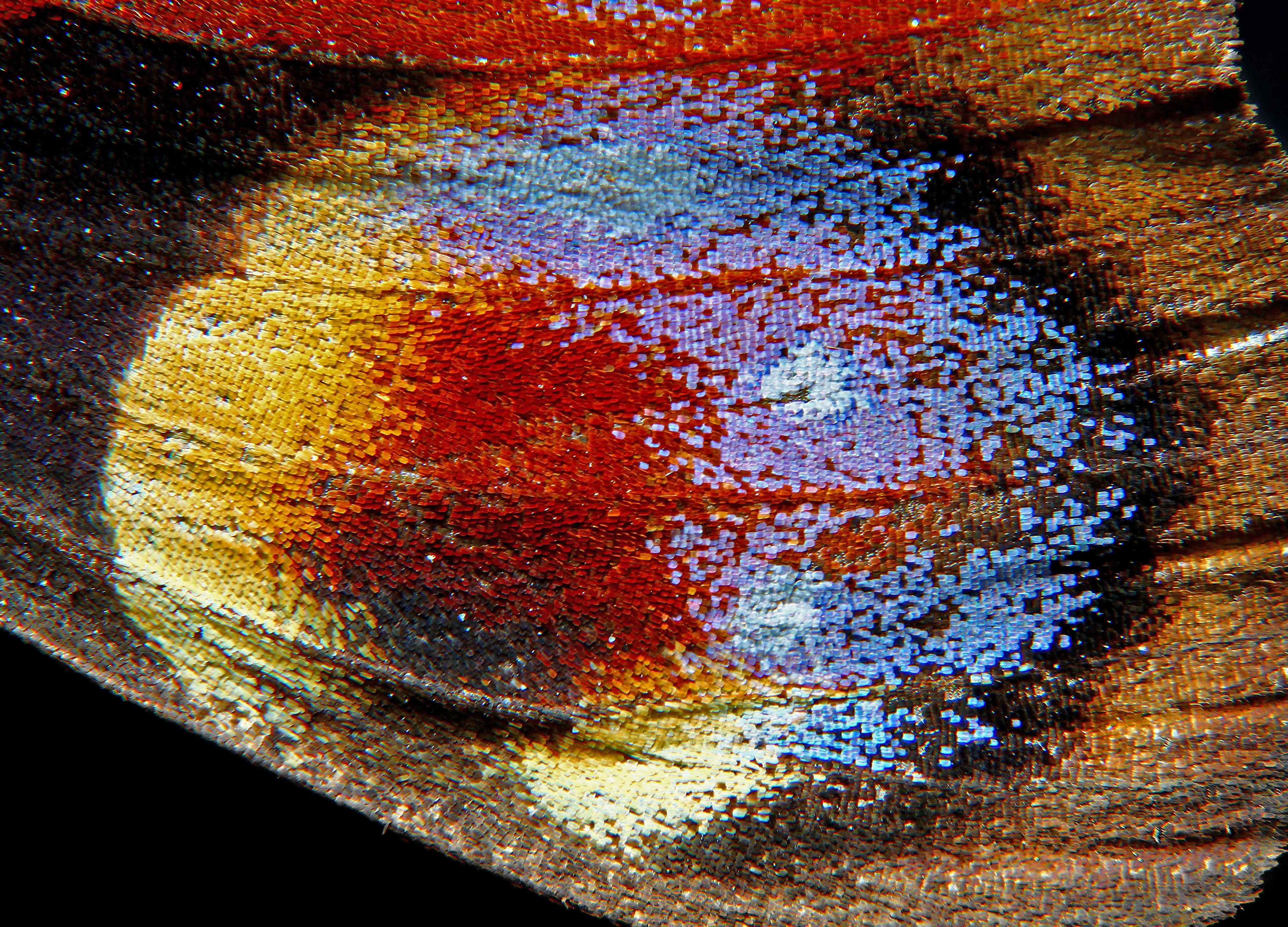
Un ocelle.
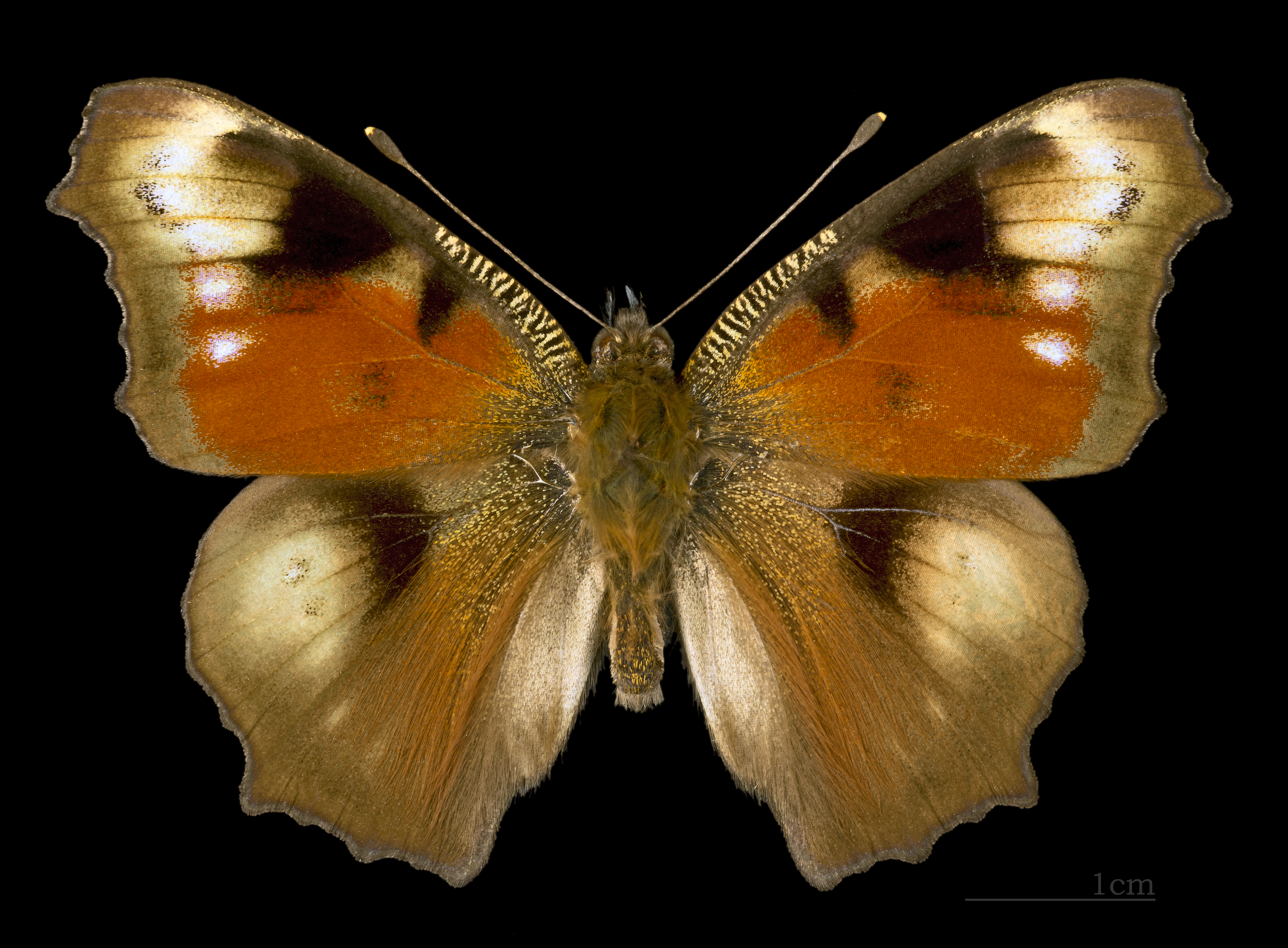
Forme achromatique des ocelles MHNT
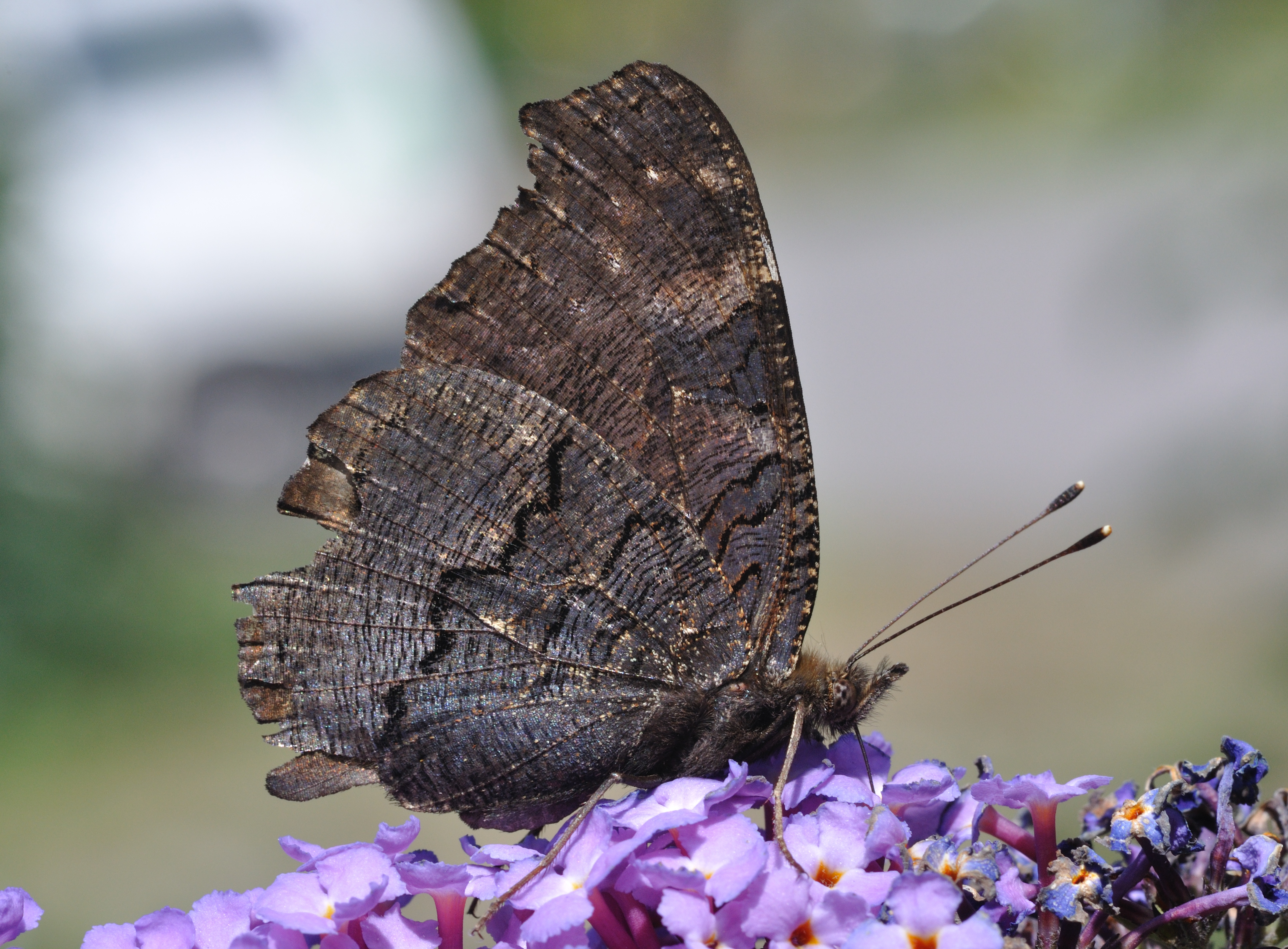
Revers du Paon-du-jour.
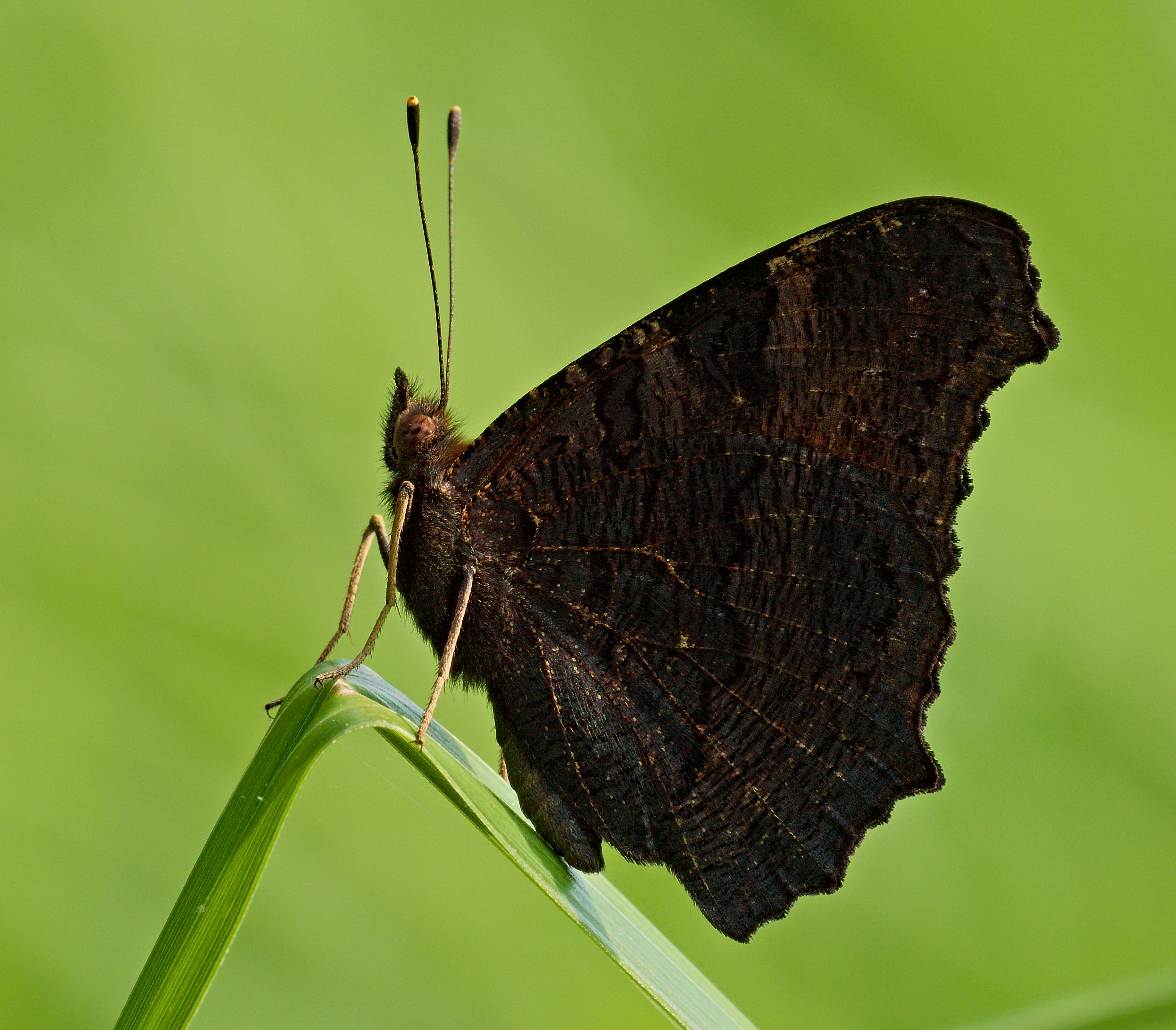
Un autre Paon-du-jour.
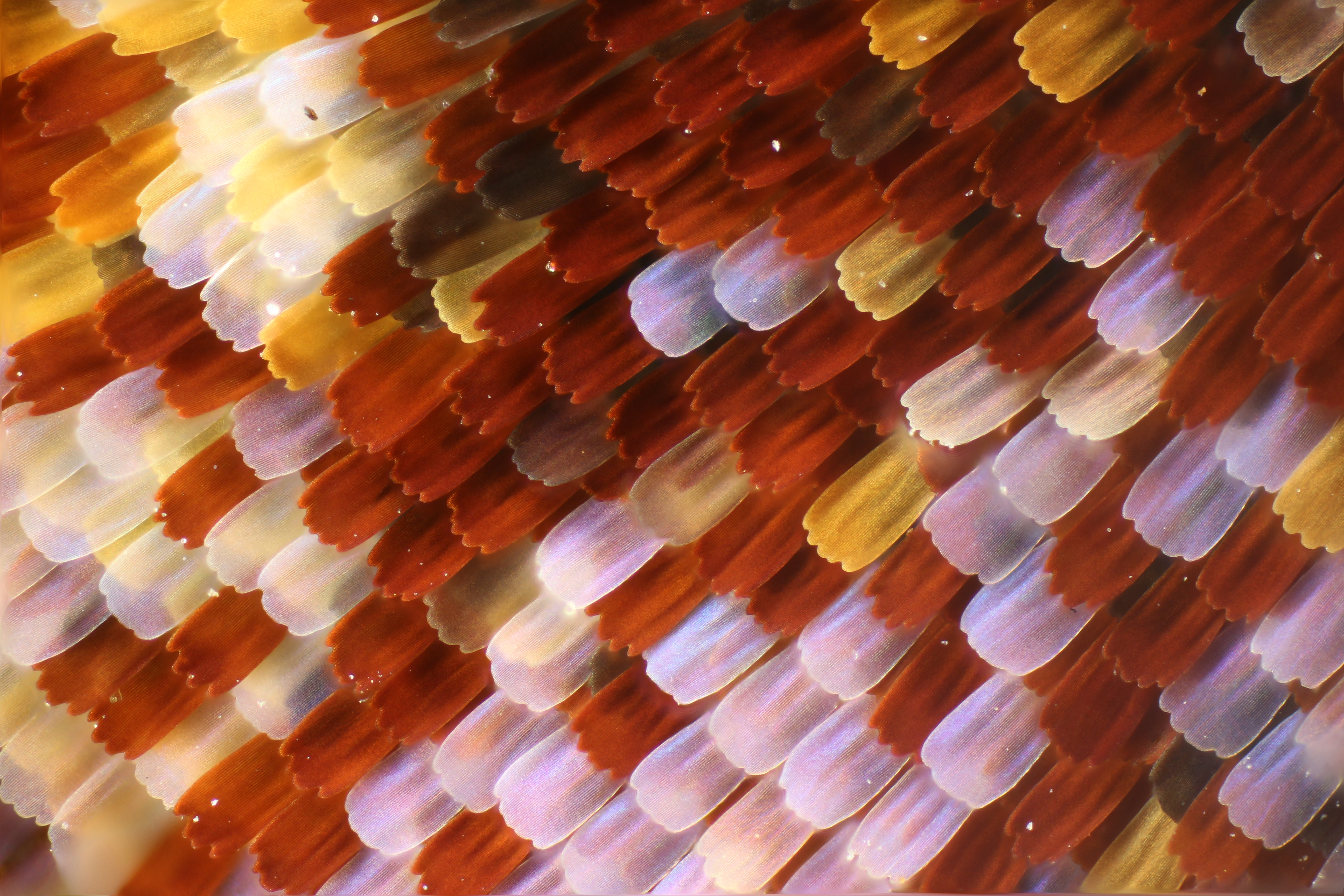
Écailles de l'aile, vues à travers un microscope optique (Grossissement x200).
Un paon-du-jour dans le parc national de Stenshuvud en Suède. Juillet 2011.

### Chenille
Les chenilles sont très variables suivant leurs différents stades. Tout juste nées, elles n'excèdent pas 3 mm. Leur grosse tête noire et luisante est disproportionnée par rapport à leur petit corps blanc-verdâtre. Petit à petit, les proportions s'équilibrent et leur coloration vire au vert/brun. Enfin, elles acquièrent leur morphe définitive à savoir une robe noire brillante ornée de rangées de soies épineuses agrémentées de séries de points blancs sur chaque segment. À ce stade, elles atteignent à peine le centimètre mais au bout de 4 semaines d'une voracité effrénée, elles pourront dépasser les 4 cm de long. Malgré leur aspect de « barbelé », elles sont d'une totale innocuité (non urticantes et non vulnérantes). À terme, la chenille, jusqu'alors grégaire et vorace, cesse de s'alimenter et part en errance à la recherche d'un endroit pour pratiquer la nymphose.
Les chenilles se rencontrent de mai à septembre en colonies groupées sur des massifs d'orties sur lesquelles elles se nourrissent.

### Chrysalide
Après avoir trouvé un support idéal, la chenille s'y amarre par sa dernière paire de pattes et se laisse pendre la tête en bas. En un peu moins de 2 jours, les organes internes de la chenille vont se métamorphoser en chrysalide. L'enveloppe corporelle va alors se fendre dorsalement et la laisser apparaître. Au contact de l'air, la chrysalide va se durcir et se pigmenter. Une métamorphose tout aussi complexe que la première va alors se dérouler durant environ 2 semaines, les organes de l'insecte adulte se substituant à ceux de la chenille. La dépouille que formera bientôt la chrysalide s'ouvre alors ventralement, laissant apparaître l'imago, stade terminal du papillon. Sous la pression de l'hémolymphe circulant dans les nervures, les ailes initialement « fripées » vont se déployer peu à peu (de l'ordre de 5 à 10 min) et gagner en rigidité. L'envol se fera après le durcissement des téguments, et l'élimination du méconium, déchet organique liquide plus ou moins rougeâtre.

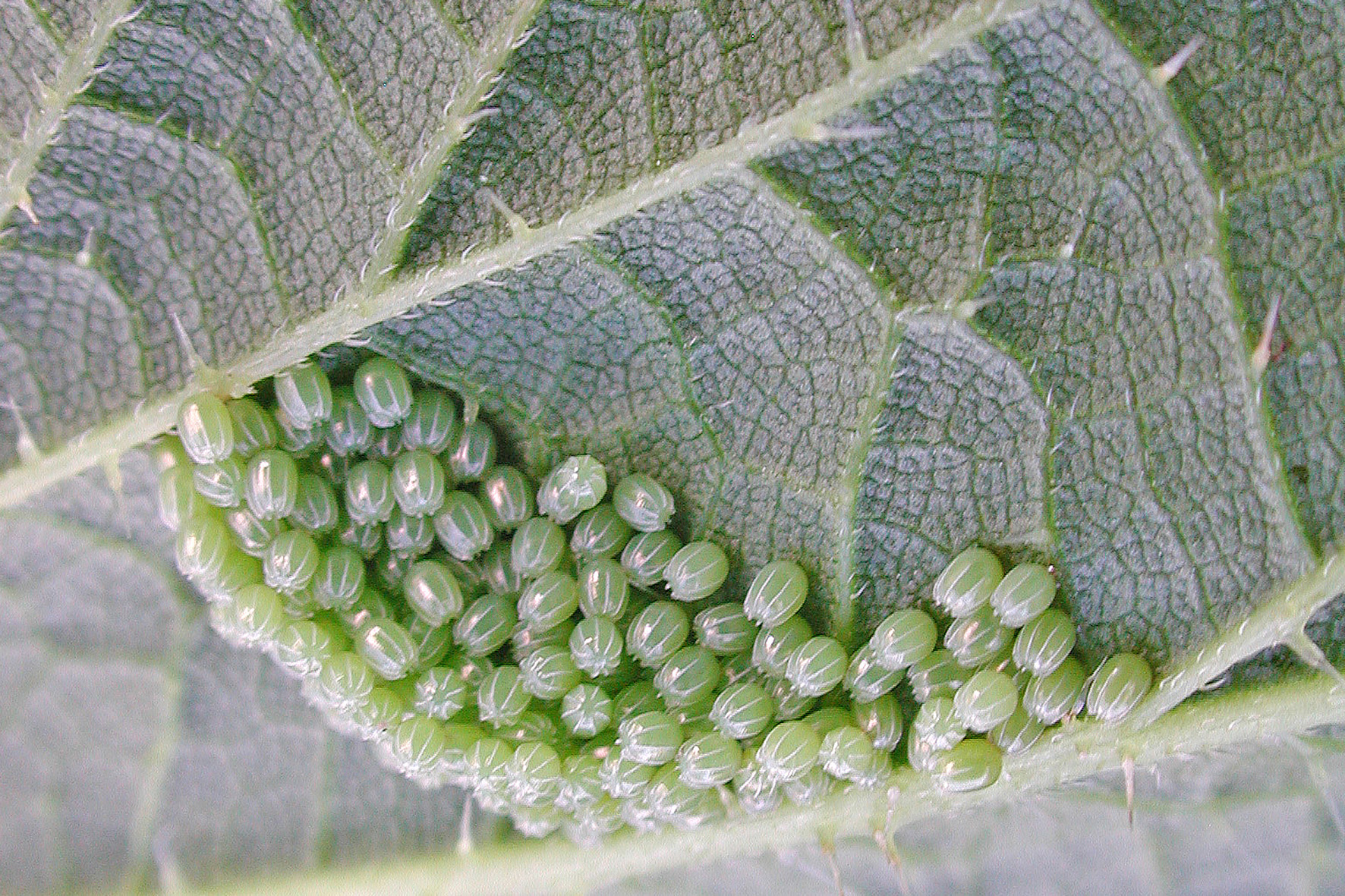
Œufs
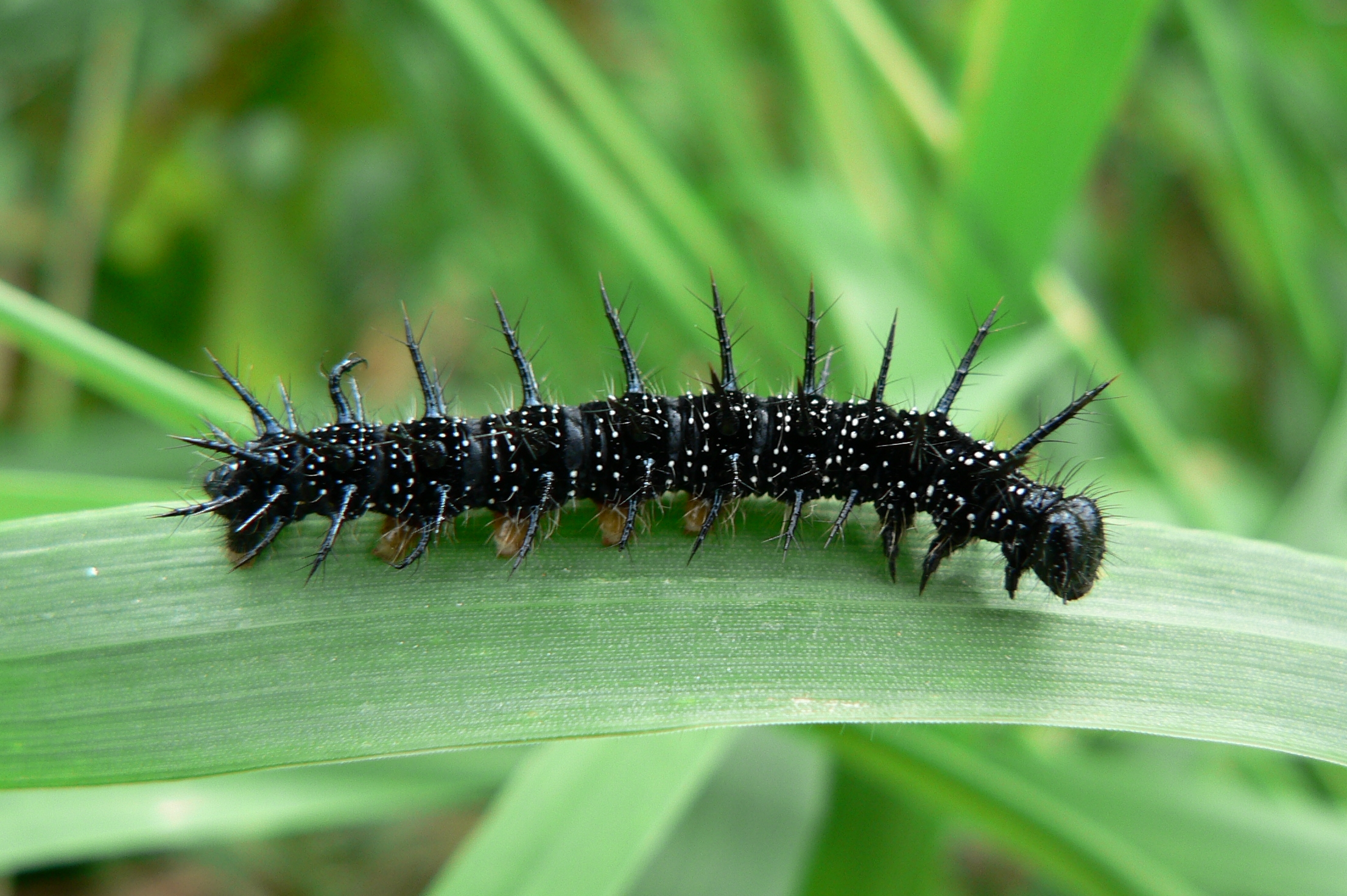
Morphe définitive des chenilles
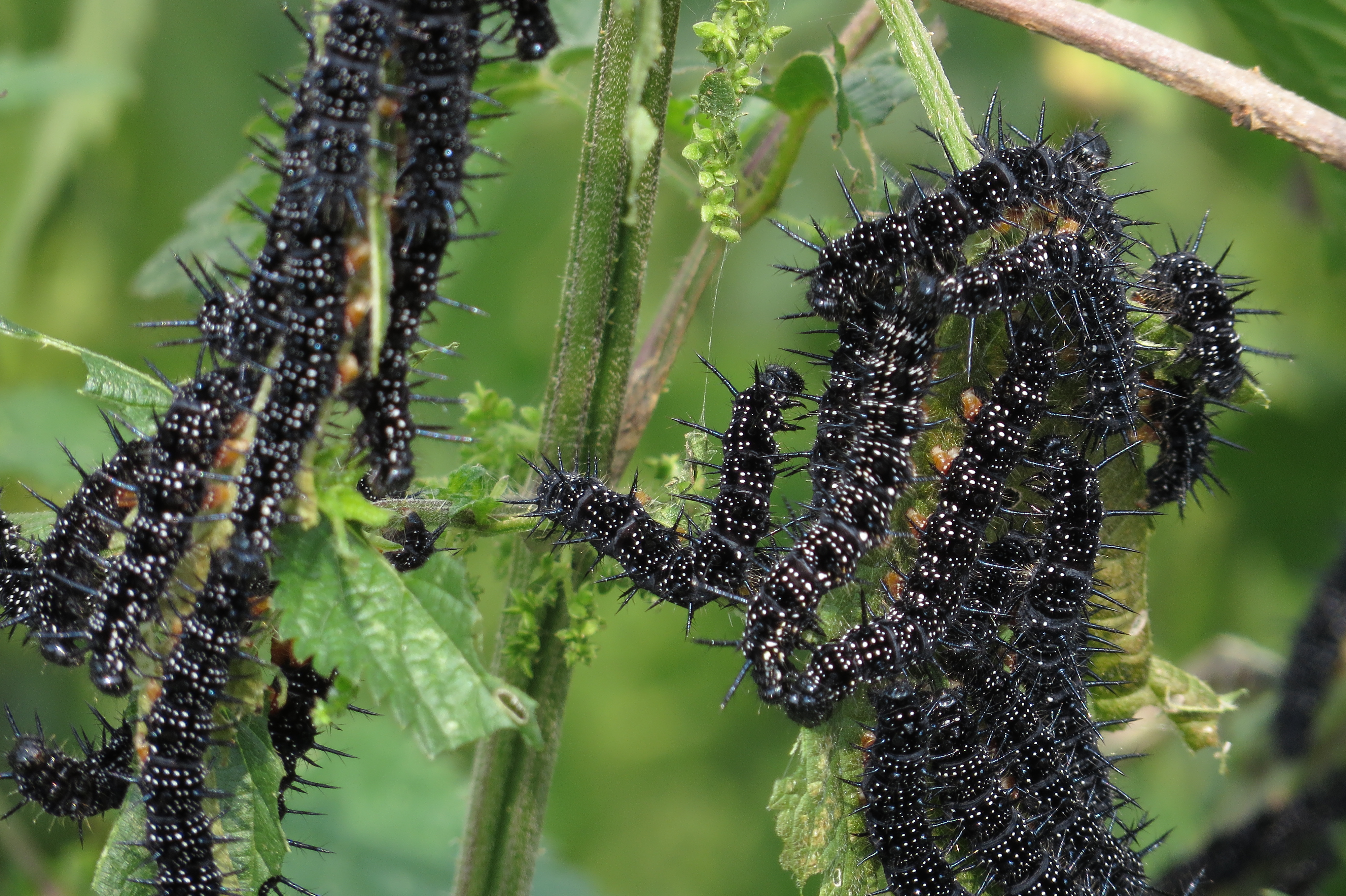
Chenilles
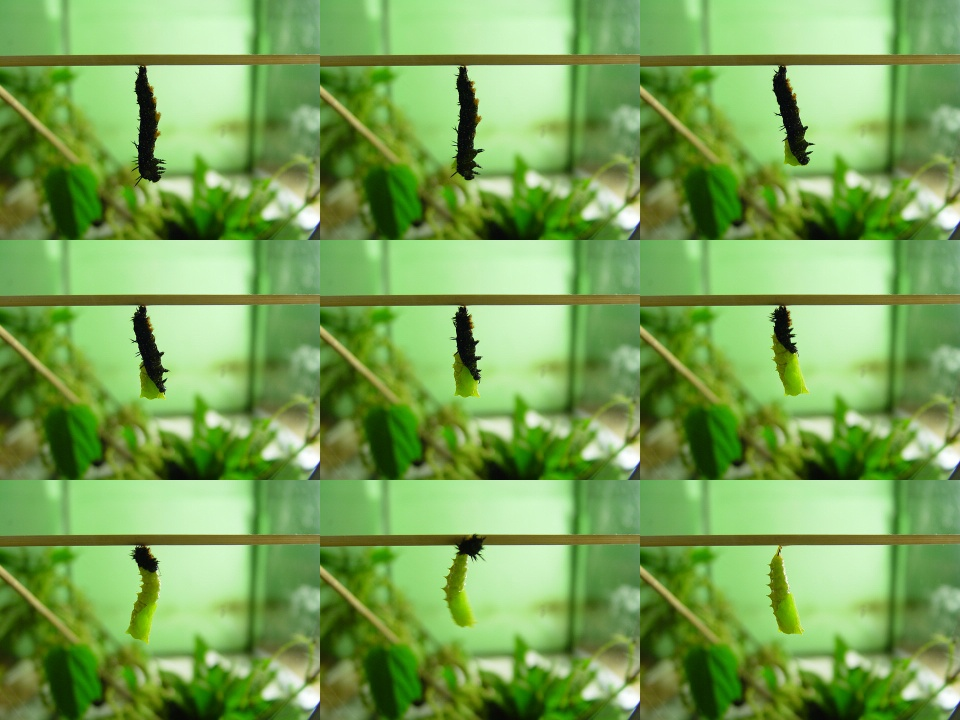
Formation d'une chrysalide
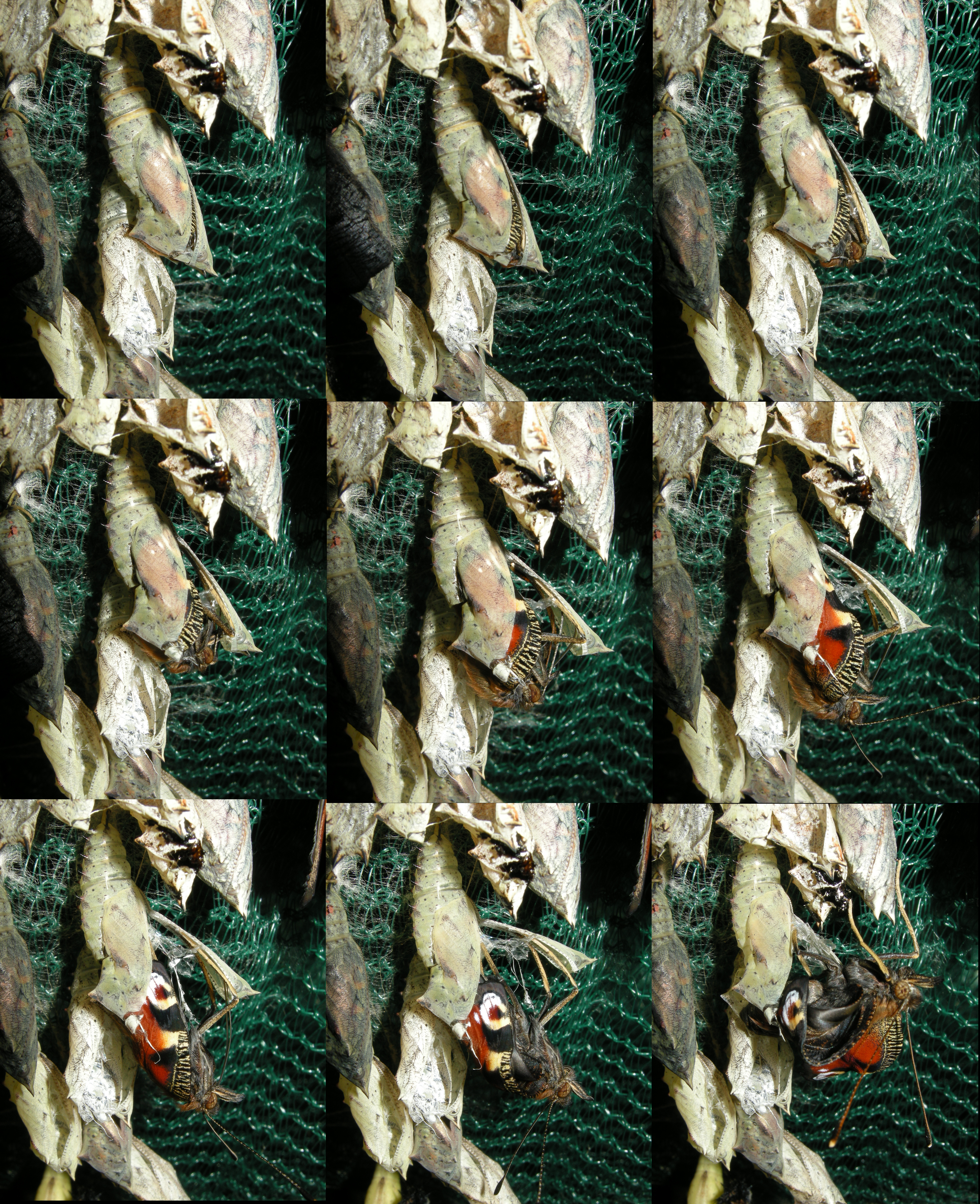
Sortie du papillon de sa chrysalide

## Biologie

### Période de vol et hivernation
Le Paon-du-jour est bivoltin, univoltin ou trivoltin. En majorité leur période de vol s'étale de juin à août. Puis il peut entrer en diapause, selon le temps, entre la fin octobre et le printemps. Ces dates sont totalement tributaires des conditions atmosphériques. Aglais io a la particularité d'hiverner à l'état adulte. Cette période terminée, il vole dès février/mars dans les zones où le climat lui permet 2 ou 3 générations (hormis en montagne où il n'en a qu'une). Suivra, dans ces zones, une première génération printanière, laquelle en donnera une seconde, à la fois estivale et hivernante, observable d'août à mai.

### Plantes-hôtes

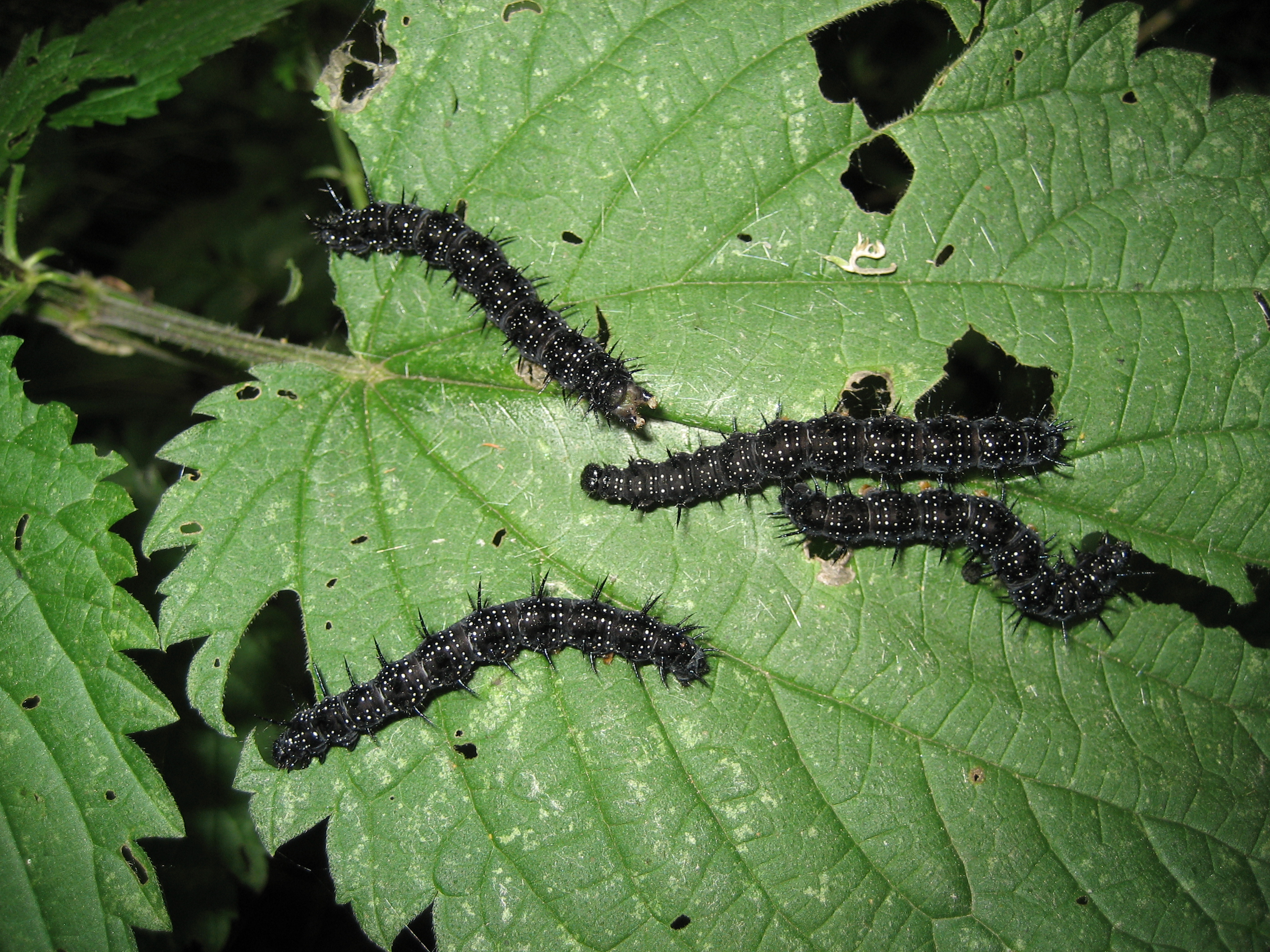
Chenilles sur une feuille d'ortie dioïque Urtica dioica.

Sur le continent, la larve de Paon-du-jour affectionne tout particulièrement l'ortie dioïque et le houblon alors que dans les îles méditerranéennes comme Samos, elle se reporte sur la Pariétaire officinale, l'ortie étant absente.

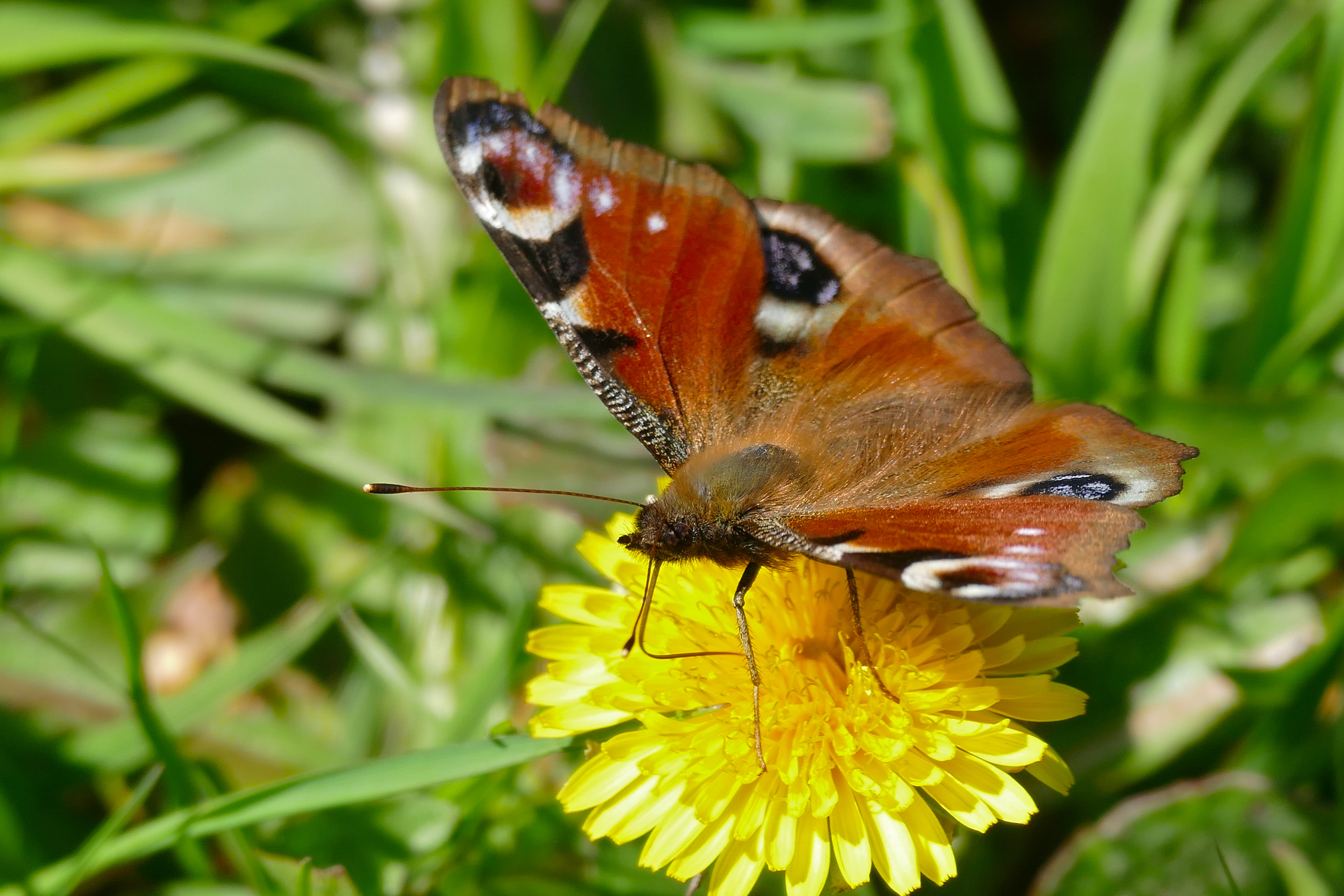
Adulte butinant un pissenlit

Les adultes, quant à eux, butinent une grande variété de nectars issus des chatons de saules, du buddleia de David, de pissenlits, de marjolaines, du sureau yèble, de l'eupatoire chanvrine, de violettes et de trèfles ; ils utilisent également la sève de certains arbres et des fruits putréfiés.

### Parasitisme
Des Hyménoptères (Ichneumonidés) et des Diptères (Tachinaires ou Sarcophages) peuvent parasiter les chenilles juste avant leur nymphose afin d'héberger et de nourrir leurs larves respectives.

## Écologie et distribution
Le Paon-du-jour est répandu et commun dans l'essentiel de l'Europe, du sud du 64e parallèle jusqu'à la moitié nord de la péninsule Ibérique, de 0 à 2 500 m d'altitude. Plus précisément, il est présent en Europe occidentale de l'Écosse jusqu'au nord de l'Espagne et du Portugal, en Europe de l’Est, du centre de la Finlande jusqu'à la Turquie d'Europe et au nord de la Grèce et dans les îles méditerranéennes (généralement au-dessus de 400 m).
Le Paon-du-jour pratique des migrations locales les années chaudes. Les mentions au nord de l'Écosse semblent être liées à des migrations. Le Paon-du-jour a été signalé une seule fois dans le nord-ouest de l'Afrique, à Alger en 1961. Il a donc une tendance dispersive habituelle à l'intérieur de son aire de répartition et se transforme certaines années en migrateur, ce qui le place dans les migrateurs occasionnels.

### Biotope
Le Paon-du-jour apprécie les parties découvertes ensoleillées des bois, berges boisées, prairies humides, jachères, terrains vagues, vallons abrités buissonneux, jusqu'à 2 500 m d'altitude. Les adultes hivernent dans des lieux sombres et frais, tels que des arbres creux, des végétations denses, tas de bûches, crevasses de rochers, grottes, granges, greniers, etc. Lors de cette pause physiologique, ils peuvent se réveiller à la faveur d'un rayon de soleil réchauffant et se rendormir plus tard.

## Systématique
L'espèce actuellement appelée Aglais io a été décrite par le naturaliste suédois Carl von Linné en 1758, sous le nom initial de Papilio io,.
Elle a longtemps été placée dans le genre Inachis, dont elle était la seule représentante.
De récentes recherches de biologie moléculaire ont cependant conduit à l'intégrer au genre Aglais.

### Synonymes
On recense les synonymes et autres combinaisons suivants, :
- Papilio io Linnaeus, 1758 – protonyme
- Nymphalis io (Linnaeus, 1758)
- Vanessa io  (Linnaeus, 1758)
- Inachis io (Linnaeus, 1758)
- Papilio ioides Ochsenheimer, 1807[13]
- Vanessa io var. sardoa Staudinger, 1871
- Vanessa io ab. exoculata Weymer, 1878
- Vanessa io f. veronensis Garbini, 1881
- Vanessa io ab. belisaria Oberthür, 1889
- Vanessa io ab. fischeri Standfuss, 1892
- Vanessa io ab. calorefacta Urech, 1897
- Vanessa io ab. jokaste Urech, 1897
- Vanessa io var. narses Schultz, 1899
- Vanessa io ab. pavo Stichel, 1902
- Vanessa io ab. cyanosticta Raynor, 1903
- Vanessa io var. fulva Oudemans, 1905

### Sous-espèces
Certaines sources reconnaissent l'existence de sous-espèces :
- Aglais io caucasica (Jachontov, 1912) — en Azerbaïdjan.
- Aglais io geisha (Stichel, 1908) — au Japon.

## Noms vernaculaires
- en français : le Paon-du-jour, qui peut aussi être orthographié sans traits d'union : le Paon du jour, ou encore le Paon de jour[14],
- en anglais : Peacock,
- en espagnol : Mariposa pavo real,
- en allemand : Tagpfauenauge,
- en italien : Occhio di pavone,
- en néerlandais : Dagpauwoog,
- en polonais : Rusałka pawik,
- en russe : Павлиний глаз (l'œil de paon).

## Le Paon-du-jour et l'homme

### Protection
Ce taxon est protégé en Suisse (cantons de Vaud et de Schaffhouse).
En France il n'est pas protégé, bien qu'il soit en raréfaction.

### Philatélie

Timbre de la poste allemande

Ce papillon figure sur une émission de l'île de Jersey de 1991 (valeur faciale : 57 p.), ainsi que sur une émission de Hongrie et une autre d'Allemagne.